# Колибелька
Колибелька (рос. Колыбелька) — село у Краснозерському районі Новосибірської області Російської Федерації.
Входить до складу муніципального утворення Колибельська сільрада. Населення становить 1101 особа (2010).

## Історія
Згідно із законом від 2 червня 2004 року органом місцевого самоврядування є Колибельська сільрада.

## Населення
| 2002 | 2007  | 2010  |
| ---- | ----- | ----- |
| 1232 | ↗1312 | ↘1101 |